# Trucada nocturna
"Trucada nocturna" (títol original en anglès "Night Call" és un episodi de 1964 de la sèrie d'antologia de la televisió estatunidenca La Dimensió Desconeguda dirigida per Jacques Tourneur. La història segueix una dona gran, interpretada per Gladys Cooper, que rep trucades telefòniques inquietants persistents d'una persona anònima. L'episodi es basa en el conte breu de Richard Matheson "Sorry, Right Number" que va aparèixer al número de novembre de 1953 de Beyond Fantasy Fiction. El títol original es va canviar a "Long Distance Call" quan la història va ser inclosa a l'antologia. La història acaba de manera diferent a l'episodi de televisió.
Es va doblar al català i es va estrenar a TV3 el 14 de gener de 1986.

## Narració d'obertura
| « | La senyoreta Elva Keene viu sola als afores de London Flats, una petita comunitat rural de Maine. Fins ara, el patró de l'existència de la senyoreta Keene ha estat el d'estar estirat al llit o assegut a la cadira de rodes, llegir llibres, escoltar una ràdio, menjar, dormir la migdiada, prendre medicaments i esperar que succeeixi alguna cosa diferent. La senyoreta Keene encara no ho sap, però el seu període d'espera acaba d'acabar, perquè alguna cosa diferent està a punt de passar-li, de fet ja ha començat a passar, a través de dues trucades telefòniques més inexplicables enmig d'una nit de tempesta. trucades telefòniques encaminades directament a través de la Dimensió Desconeguda. | » |

## Argument
Una dona gran, Elva Keene, rep estranyes trucades telefòniques anònimes enmig d'una nit de tempesta. Durant les primeres trucades, només sent estàtica. Més tard, sent un home gemegar i demana repetidament saber qui està trucant. L'home continua trucant i continua repetint "Hola?" un cop rere altre. Finalment diu: "Hola? On ets? Vull parlar amb tu". L'Elva, aterrida, crida a l'home que la deixi en pau.
L'Elva truca a una companyia telefònica, que rastreja les trucades a una línia telefònica que ha caigut en un cementiri. L'Elva i la seva mestressa visiten el cementiri on descobreix que la línia resta a la tomba del seu promès, Brian Douglas, que ha mort fa temps. L'Elva diu que sempre va insistir a seguir la seva manera, i Brian sempre va fer el que deia. Brian va morir una setmana abans de casar-se. Aquell dia va insistir a conduir, va perdre el control del cotxe i va colpejar un arbre. L'accident la va paralitzar i va fer que Brian volés pel parabrisa, matant-lo.
Ara que pot tornar a parlar amb ell, no haurà d'estar sola. A casa, agafa el telèfon i truca al fantasma d'en Brian, suplicant-li que respongui. Ell respon que ella li va dir que la deixés en pau i que ell sempre fa el que ella diu. Aleshores, la línia s'apaga, deixant l'Elva sola i plorant al seu llit.

## Narració de cloenda
| « | Segons la Bíblia, Déu va crear el cel i la terra. És prerrogativa de l'home —i de la dona— crear el seu propi infern particular i privat. Per exemple, la senyoreta Elva Keene, que en tots els sentits s'ha fet el seu propi llit i ara s'hi ha d'estirar, més trista, però més sàvia, a força d'una lliçó de responsabilitat força dolorosa, transmesa des de la Dimensió Desconeguda. | » |

## Repartiment
- Gladys Cooper: Elva Keene.
- Nora Marlowe: Margaret Phillips
- Martine Bartlett: Miss Finch